# Brodbeck & de Barbuat
Pour les articles homonymes, voir Brodbeck et de Barbuat.
Brodbeck & de Barbuat forment un duo d’artistes (Simon Brodbeck et Lucie de Barbuat) utilisant la photographie et la vidéo.

## Biographie
Simon Brodbeck et Lucie de Barbuat (nés en 1986 et 1981) travaillent ensemble depuis 2005 à Paris. Ils sont diplômés de L'École nationale supérieure de la photographie et furent pensionnaires de l'Académie de France à Rome, Villa Médicis de 2016 à 2017.
En 2020, ils sont lauréats de la commande photographique nationale Image 3.0 en partenariat avec le Centre national des arts plastiques et le Jeu de Paume. Ils reçoivent le Prix HSBC pour la photographie 2010, le Prix Jeune création 2013, le Nestlé prize du Festival Images Vevey, et la Bourse du talent en partenariat avec la BnF, Bibliothèque nationale de France en 2009.
Leurs travaux interrogent sous la forme de photographies et vidéos grands formats la place et la nature de l’être dans son environnement.

## Pratique artistique
A la frontière entre fiction et réalité, le travail de Brodbeck et de Barbuat prend la forme d'un ensemble de séries, souvent divisées en chapitres, explorant la représentation du réel. Ces histoires souvent symboliques cherchent à mettre en suspens notre perception du temps et de l'espace questionnant ainsi notre rapport au monde et à l’au-delà.[style à revoir]
Les projets mettent en image un univers intérieur questionnant la Photographie sur son propre langage et son histoire, ainsi que son lien avec les différents médiums artistiques, notamment la peinture et le cinéma.
Leurs travaux font référence au cinéma expressionniste allemand, au Land-art ou encore à la peinture Romantique. Parmi leurs inspirations, on retrouve les photographes Edward Curtis, August Sander, Philip-Lorca diCorcia, Thomas Struth ou Jeff Wall. Les artistes conceptuels Michael Heizer, James Turrell, ou Walter De Maria. Ou encore les cinéastes Fritz Lang, Terrence Malick, Wim Wenders et Werner Herzog.
Simon Brodbeck est le fils du photographe allemand Peter Lindbergh (1944-2019).

## Monographies
- 2010 : Vertiges du quotidien, Actes sud. Essais de Klaus Honnef et Bernard Marcelis[9]
- 2015 : La fabrique des rêves, éditions de L'opéra national de Paris. Essai de Stéphane Lissner
- 2017 : Rester esprit, Académie de France à Rome - Villa Médicis. Essai de Julia Beauquel

## Distinctions
- 2009 : Prix de Photographie de l'Académie des Beaux Arts, Paris[11] (nommé)
- 2009 : Bourse à la Vocation - Fondation Marcel Bleustein Blanchet[12] (lauréat)
- 2009 : Prix de la Bourse du Talent (lauréat)
- 2009 : Grand prix international de la Photographie, Images Vevey/Nestlé (lauréat)
- 2010 : Audi Talents awards (nommé)
- 2010 : Prix HSBC pour la Photographie[13] (lauréat)
- 2013 : Prix Jeune Création - Institut français du Japon[14] (lauréat)
- 2017 : Villa Médicis, Académie de France à Rome (pensionnaire)
- 2017 : Prix Découverte, Rencontres de la Photographie, Arles (nommé)
- 2020 : Prix Niépce (nommé)
- 2020 : Commande Photographique nationale Image 3.0, Cnap et Jeu de Paume Paris (lauréat)

## Sélection d'expositions
- 2009 : Water, Thessaloniki museum for Photography, Grèce (curator: Gabriel Bauret)
- 2009 : Pingyao international photography festival, Pingyao, China
- 2010 : Living images, Festival Images, Vevey, Suisse
- 2010 : Bourse du Talent, BnF, Bibliothèque nationale de France, Paris, France
- 2010 : Prix Hsbc pour la photographie, exposition itinérante en France: Maison de la Photographie de Lille, galerie Baudoin Lebon, Paris-Photo..
- 2010 : Arles in Beijing, 798 Dashanzi, Beijing, China
- 2010 : Jeonju international photography festival, South Korea
- 2011 : Apocalypses, Pavillon populaire, Montpellier (curator, Alain Sayag, conservateur honoraire Centre Pompidou/Mnam, Paris)
- 2011 : Living images, Festival Circulations, Bagatelle, Paris
- 2012 : Lucie & Simon, FoMu, Musée de la Photographie d’Anvers, Belgique
- 2013 : Silent world, Kowal+Odermatt projects, Art Basel Miami, États-Unis
- 2013 : La Vieille charité, Marseille capitale européenne de la Culture, France
- 2013 : Les Mondes perdus, Aux fransciscaines, Deauville, France
- 2013 : Living Images, Le Centquatre, Paris, France
- 2013 : L’Echappée belle, Grand Palais, Paris, France
- 2014 : Galerie Hervé Lancelin, avec Jan Fabre, Chiharu Shiota et Ra’anan Levy, Luxembourg
- 2014 : In search of eternity, Tezukayama gallery, Japon
- 2014 : Art collector, collection Jacques et Evelyne Deret, Paris
- 2015 : Silent World, Galerie Hervé Lancelin, Luxembourg
- 2015 : Jungle urbaine, Gaultier, Grand Palais, France
- 2016 : Jungle urbaine, DDP Dongdaemun center Séoul, Corée
- 2016 : Jungle urbaine, Gaultier, Kunsthalle München, Allemagne
- 2015 : Villissima, Hotel des Arts de Toulon, France
- 2016 : In search of Eternity I, Venice Arsenale, Arte Laguna Prize, Italie
- 2016 : In search of Eternity I, The Chimney NYC, New-York
- 2017 : Comune sensibile, Galleria Nazionale d'Arte Moderna e contemporanea, Rome
- 2017 : L'été photographique, Centre d'art et de photographie de Lectoure, France
- 2017 : In search of Eternity II, Rencontres de la Photographie, Arles (curator: Emmanuelle de l'Ecotais)
- 2017 : Les Mondes silencieux, MEP Maison européenne de la Photographie, France
- 2017 : L'Eté photographique, Centre d'art et de Photographie de Lectoure, France (cur: Marie-Frédérique Hallin)
- 2017 : Viva villa!, Cité internationale des Arts, Paris (cur: Cécile Debray et Federico Nicolao)
- 2017 : L'Oro, Villa Medici, French Academy in Rome, Italie (cur: Chiara Parisi)
- 2017 : Rester Esprit !, Villa Médicis, Académie de France à Rome, Italie
- 2018 : In search of Eternity III, OVNi Festival, Nice
- 2018 : In search of Eternity II, Biennale Off Cairo, Egypt
- 2019 : Les Mondes silencieux, Editions Dilecta, Paris
- 2019 : Fragments d’éternité, Galerie Papillon, Paris (texte: Léa Bismuth)
- 2019 : Unexpected dialogues, Saatchi gallery UK, during Draw art fair (curator: Camille Brechignac)
- 2020 : Les Mondes silencieux, Pont Saint-Ange, Paris (curator: DRAC et Mairie de Paris)
- 2020 : Memories of a silent world, Festival Images, Vevey (curator: Stefano Stoll)
- 2021 : Civilization: The way we live now, Mucem Marseille (curator: T. Brandow, B. Mari, W. Ewing, Holly Roussell)
- 2022 : Connectivités, Mucem, Marseille (curator: Myriam Morel-Deledalle)
- 2022 : Les acquisitions du Cnap, Paris-Photo (cur: Pascal Beausse)
- 2022 : IMAGE 3.0, Jeu de Paume - Le Cellier, Reims (curator: Quentin Bajac & Pascal Beausse)
- 2022 : IMAGE 3.0, Serendipity Arts Festival, Goa, Inde (curator: Pascal Beausse)
- 2023 : Experience n°17, Domaine Vranken-Pommery, Reims (curator: Catherine Delot et Fabrice Bousteau)
- 2023 : Les 1000 vies d’Isis, Pavillon Anne de Bretagne, Promenades photographiques, Blois
- 2023 : Une Histoire parallèle, Galerie Papillon, Paris (texte: Aurélie Cavanna)

## Collections publiques
- Cnap, Centre national des Arts plastiques, France
- FMAC, Fonds municipal d'art contemporain de la Ville de Paris, France
- Bibliothèque nationale de France
- Musée de la photographie d'Anvers, Belgique
- Musée de la photographie de Thessalonique, Grèce
- Musée Jenisch, Vevey, Suisse
- Pavillon Populaire, Montpellier, France
- Centre interrégional de conservation et restauration du patrimoine, France
- Fondation HSBC pour la Photographie, France
- Collection Nestlé pour l'art contemporain, Suisse